# بيرتالان توث
بيرتالان توث هو محامي وسياسي مجري، ولد في 10 نوفمبر 1975 في بيتش في المجر. نشط حزبياً في الحزب الاشتراكي المجري. وقد انتخب عضو الجمعية الوطنية المجرية ‏ وقد انضم خلال فترته النيابية ‏ للكتلة البرلمانية الحزب الاشتراكي المجري وفي الانتخابات البرلمانية المجرية 2014 ‏، انتخب عضو الجمعية الوطنية المجرية ‏ وقد انضم خلال فترته النيابية ‏ (6 مايو 2014 – ) للكتلة البرلمانية الحزب الاشتراكي المجري.